# 平和のアレゴリーを描くルーベンス
『平和のアレゴリーを描くルーベンス』（へいわのアレゴリーをえがくルーベンス、西: Rubens pintando la Alegoría de la Paz、英: Rubens Painting the Allegory of Peace）は、イタリア・バロック期のナポリ派の巨匠ルカ・ジョルダーノが1660年ごろ、キャンバス上に油彩で制作した絵画である。1752年にはエンセナーダ侯爵セノン・デ・ソモデビーリャの所有であったが、スペイン王室のコレクションに入り、1772年にマドリード王宮に収蔵された。現在、マドリードのプラド美術館に所蔵されている。

## 作品
本作は、新しい分野を開拓することに余念がなかったジョルダーノの特質が見られる作品である。特筆すべきは17世紀フランドル絵画の巨匠ピーテル・パウル・ルーベンスの作風を見事に模倣したその技術にあり、この絵画がルーベンスに対するジョルダーノの敬意と称賛を表すという見方を裏づけるのに十分な説得力を持つ。
本作はまた、構図の点でも意味の点でもジョルダーノの最も複雑な絵画の1つとなっている。画面右半分には、マルス (柱の背後) によって象徴される戦争の複雑な寓意が表現されている。彼はヴィーナス (柱の手前) を愛しているが、平和を象徴し、戦争で破壊されるすべてを守るヴィーナスによって拒絶される。
左側にいるルーベンスは象徴的な人物像に取り囲まれている。さらに、左側下部の地面の上には戦争で破壊されるもの、すなわち、政治力 (王笏と球体に象徴される)、商業または科学的知識 (アストロラーベと渾天儀)、文学または平和 (巻物)、芸術 (仮面、彫像、切れた弦のあるリュート、楽譜、コンパス)、名声 (月桂樹の冠) が見える。画面中央右寄りの背後 (マルスの左) では大砲が争いの始まりを告げ、やがて「怒り」の擬人像が縛られている鎖から自身を解き放ち、破壊を始めることになる。しかし、この「怒り」を尻に敷いているルーベンスがヴィーナスの姿を自身の絵画に描いていることから、本作はずっと平和を暗示する寓意を表現したものと解釈されてきた。